# Robert Mayer
Robert Mayer (* 9. října 1989 Havířov) je švýcarský hokejový brankář pocházející z České republiky, dnes hrající v týmu HC Servette Ženeva. Narodil se v Havířově, kde se také seznámil s ledovou plochou. Opravdový hokej začal hrát až ve Švýcarsku. Do dospělého hokeje se prosadil ve švýcarském Klotenu, kde v šestnácti letech debutoval v soutěži dospělých, pak odešel do zámoří. V roce 2008 podepsal s hokejovým klubem Montreal Canadiens tříletý kontrakt.

## Hráčská kariéra
S hokejem začínal v klubu EHC Chur, v dorosteneckém věku se přesunul do týmu EHC Kloten, kde hrál v juniorské lize, poté cestoval po trase Saint John Sea Dogs a Cincinnati Cyclones, kde si ho všiml klub Montreal Canadiens, který ho umístil do své farmy Hamilton Bulldogs. Na farmě chytal 5 let. Švýcarsko reprezentoval na MSJ do 18 let v roce 2007 a také na MSJ do 20 let v roce 2008, na obou turnajích odehrál 5 zápasů.

## Osobní život
Je původem z České republiky, ale od mala žil ve Švýcarsku. Má švýcarskou hokejovou školu, žije ve Švýcarsku v Ženevě. Do Slezska se stále vrací. Do Havířova pořád jezdím, mám tam spoustu kamarádů i babičku prohlásil velmi dobrou češtinou s ostravským přízvukem.